# Кульпинская волость
Кульпинская волость — волость в составе Волоколамского уезда Московской губернии. Существовала до 1924 года. Центром волости была деревня Кульпино.
Под данным 1890 года в деревне Кульпино размещались волостное правление и земское училище. Земские училища были также в сёлах Никольское и Раменье, деревнях Горы и Новошино. В Раменье действовала больница. Квартира полицейского урядника находилась в селе Белая Колпь.
19 марта 1919 года 15 населённых пунктов Кульпинской волости было передано в новую Лотошинскую волость.
По данным 1921 года в Кульпинской волости было 17 сельсоветов: Белоколпский, Беркуновский, Васильевский, Володинский, Горсткинский, Дрызловский, Кульпинский, Кряковский, Мостищевский, Михалёвский, Никольский, Огнищевский, Раменский, Темниковский, Тереховский, Урусовский и Харитоновский. В 1924 году к Кульпинскому с/с были присоединены Володинский, Кряковский и Тереховский с/с; к Огнищевскому — Горсткинский; к Васильевскому — Мостищевский. Тогда же Темниковский с/с стал именоваться Елизаровским.
24 марта 1924 года Кульпинская волость была упразднена, а её территория включена в состав Раменской волости.